# المجموعة الفردانية IJ
المجموعة الفردانية IJ أو IJ M429/P125 أو السُّلالة IJ، هي مجموعة بشريَّة فردانيَّة ذكوريَّة، وتُعد السُّلالة سليلة مباشرة للسُّلالة IJK (المعروف سابقًا باسم هابلوغروب F-L15). IJK هو فرع من السُّلالة HIJK.
المتحدرون المباشرون من السُّلالة IJ هما: السُّلالة I، والسُّلالة J شقيقها الوحيد هو K (والذي يضم معظم السكان الذكور في العالم).
تمثل المجموعات السكانية المشتقة من السُّلالة IJ نسبة كبيرة من سكان ما قبل الحداثة في أوروبا (خاصة الدول الاسكندنافية والبلقان)، والأناضول، والقوقاز، والشرق الأوسط (خاصة شبه الجزيرة العربية، وبلاد الشام، وبلاد ما بين النهرين) وشمال إفريقيا الساحلية. ونتيجة للهجرات الجماعية خلال العصر الحديث، أصبحت الآن ذات أهمية كبيرة أيضًا في الأمريكتين وأستراليا.

## الأصول
اقترح تقدير جرى عام 2008 أن أحدث سلف مشترك للمجموعة الفردانية IJ قد عاش قبل 30,500-46,200 سنة، في حين يشير تقدير آخر إلى 43,000-45,700 سنة.
تم العثور على كلا الفرعين الرئيسيين للسُّلالتين IJ – I-M170 و J – بين السكان المعاصرين في القوقاز والأناضول وجنوب غرب آسيا . وهذا يميل إلى الإشارة إلى أن السُّلالة IJ متفرع من السُّلالة IJK في غرب آسيا والقوقاز و/أو الشرق الأوسط.